# Arminda Phillips
Arminda Phillips (* 15. August 1963) ist eine US-amerikanische Biathletin.
Arminda Phillips tritt in den 2000er Jahren vor allem bei Seniorenrennen an und wurde hier unter anderem mehrfach US-Meisterin. Manchmal geht sie jedoch auch noch im Leistungsbereich an den Start. In der Saison 2008/09 des Biathlon-NorAm-Cups gewann sie in Whistler ein Verfolgungsrennen in der höchsten kontinentalen Rennserie, bei dem sie jedoch die einzige Starterin war. Am Tag zuvor wurde sie im Sprintrennen disqualifiziert, womit sie einen Doppelsieg verpasste. Bei den US-Meisterschaften 2010 im Sommerbiathlon in Tukwila wurde sie im Crosslauf-Sprintrennen und im Massenstart hinter Sibylle Wilbert und Carol Stuhley die Bronzemedaille, im Verfolgungsrennen musste sie sich einzig Wilbert geschlagen geben. Auch in der Gesamtwertung der drei Rennen wurde sie Dritte.